# Walckenaeria ngorongoroensis
Walckenaeria ngorongoroensis là một loài nhện trong họ Linyphiidae.
Loài này thuộc chi Walckenaeria. Walckenaeria ngorongoroensis được Herman Theodor Holm miêu tả năm 1984.